# Campionati del mondo di ciclocross 2014 - Gara femminile Elite
La quindicesima edizione della gara femminile Elite dei Campionati del mondo di ciclocross 2014 si svolse il 1º febbraio 2014 con partenza ed arrivo da Hoogerheide nei Paesi Bassi, su un circuito da ripetere 4 volte per un totale di 13,592 km. La vittoria fu appannaggio dell'olandese Marianne Vos, la quale terminò la gara in 39'25", alla media di 20,68 km/h, precedendo l'italiana Eva Lechner e la britannica Helen Wyman terza.
Presero il via 42 cicliste provenienti da 14 nazioni, 41 completarono la gara.

## Squadre partecipanti
| Cicliste | Cod. | Squadra     |
| -------- | ---- | ----------- |
| 6        | USA  | Stati Uniti |
| 5        | FRA  | Francia     |
| 5        | NLD  | Paesi Bassi |
| 4        | GBR  | Regno Unito |
| 4        | ITA  | Italia      |
| 4        | BEL  | Belgio      |
| 3        | CZE  | Cechia      |

| Cicliste | Cod. | Squadra     |
| -------- | ---- | ----------- |
| 3        | GER  | Germania    |
| 2        | AUS  | Australia   |
| 2        | ESP  | Spagna      |
| 1        | DEN  | Danimarca   |
| 1        | JPN  | Giappone    |
| 1        | LUX  | Lussemburgo |
| 1        | SWE  | Svezia      |

## Classifica (Top 10)
| Pos. | Corridore             | Squadra       | Tempo   |
| ---- | --------------------- | ------------- | ------- |
| 1    | Marianne Vos          | Paesi Bassi   | 39'25"  |
| 2    | Eva Lechner           | Italia        | a 1'07" |
| 3    | Helen Wyman           | Gran Bretagna | a 1'17" |
| 4    | Sanne Cant            | Belgio        | a 1'20" |
| 5    | Nikki Harris          | Gran Bretagna | a 2'33" |
| 6    | Lucie Chainel-Lefevre | Francia       | a 2'44" |
| 7    | Loes Sels             | Belgio        | a 2'47" |
| 8    | Thalita de Jong       | Paesi Bassi   | a 2'52" |
| 9    | Katie Compton         | Stati Uniti   | a 2'58" |
| 10   | Caroline Mani         | Francia       | a 2'59" |